# Мечеть Асланхане
Мечеть Асланхане (тур. Arslanhane Camisi) — мечеть XIII века в Анкаре, столице Турции.

## Расположение
Мечеть Асланхане расположена в старом квартале Анкары рядом с Анкарским замком, на высоте 947 метров с видом на турецкую столицу.

## История
Мечеть была построена в 1290 году, во время правления Масуда II, сельджукского султана Рума. Она является одной из старейших сохранившихся мечетей в Турции. Её архитектором был Эбубекир Мехмет. Его заказали два лидера братства ахи по имени Хюсаметтин и Хасанеддин. В 1330 году её реконструировал другой лидер ахи по имени Шерафеттин, имя которого и получила эта мечеть. Претерпев ещё несколько мелких реставраций мечеть была восстановлена правительственным Главным управлением фондов в 2010—2013 годах.

## Здание
Здание имеет в плане квадратную форму и занимает площадь в 400 м². Деревянная крыша поддерживается 24 большими деревянными колоннами. Мечеть имеет один минарет, трое ворот и 12 окон. Михраб украшен сельджукской плиткой. Материалом при строительстве служили преимущественно сполии из более ранних построек.
Могила Шерафеттина расположена перед мечетью. В стенах мечети Шерафеттина была замурована статуя льва, по которой она получила среди народа название Асланхане, что переводится как «дом льва».

## Галерея

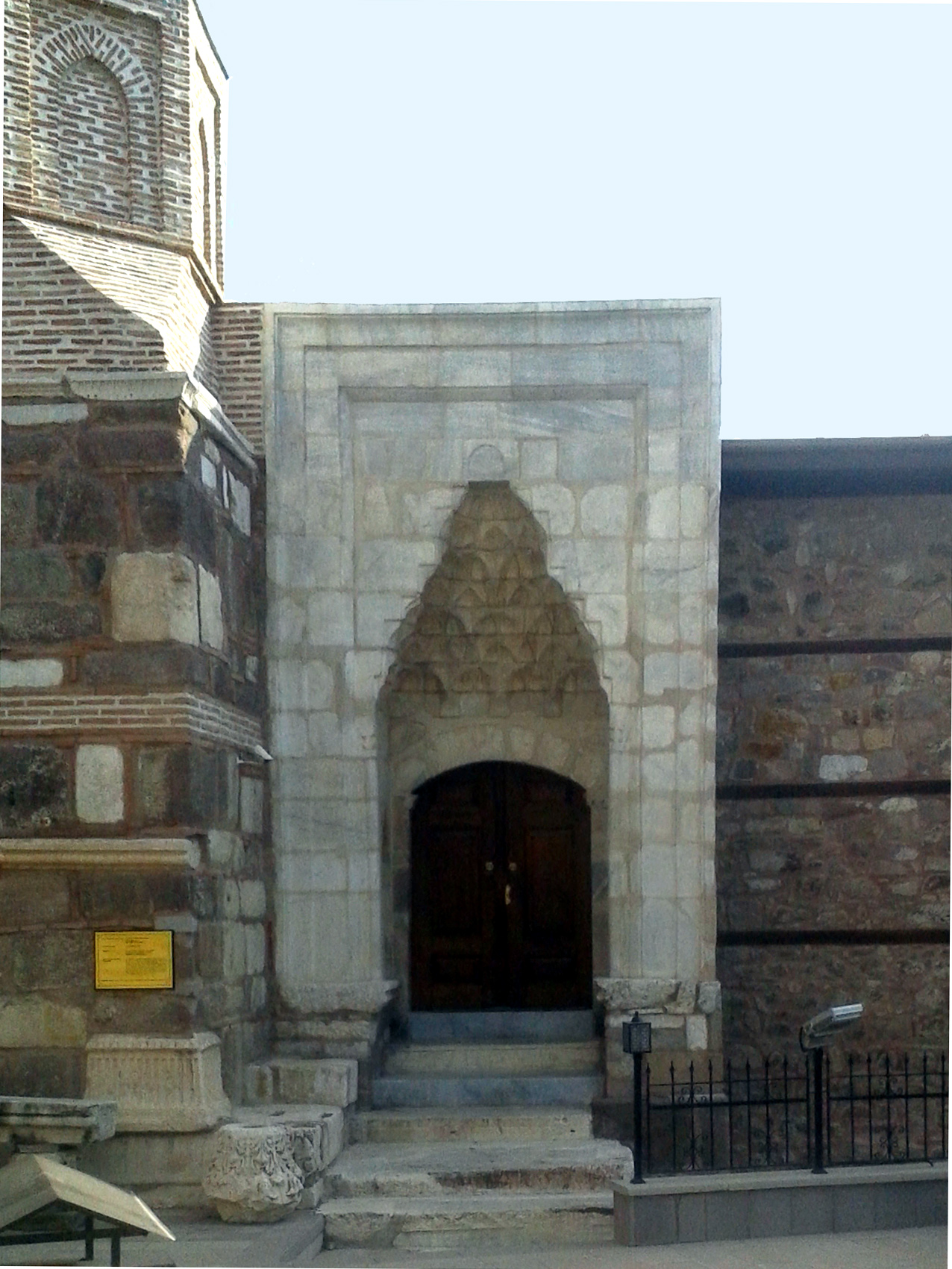
Портал мечети
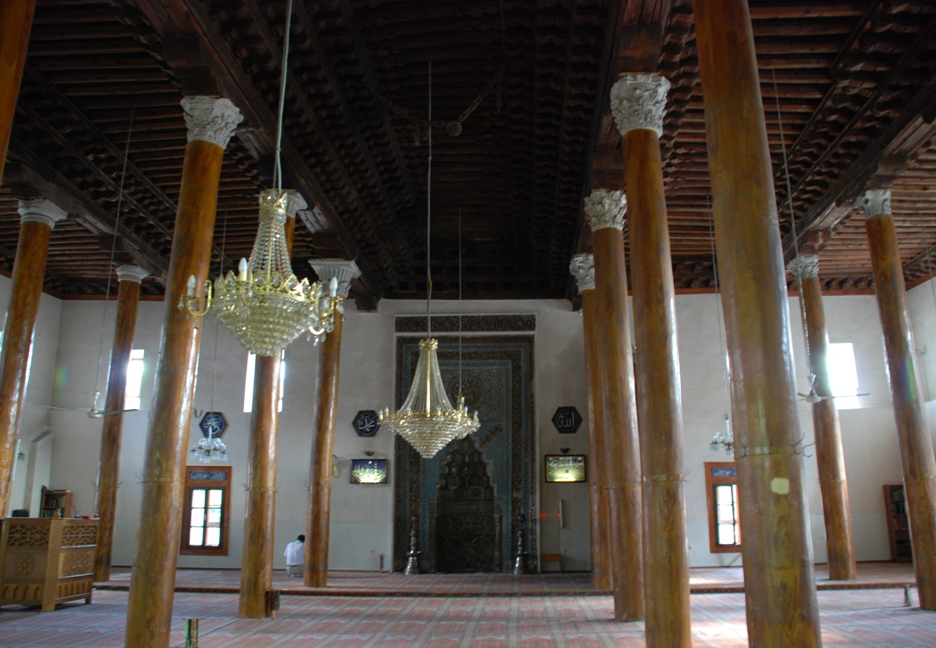
Внутреннее пространство мечети
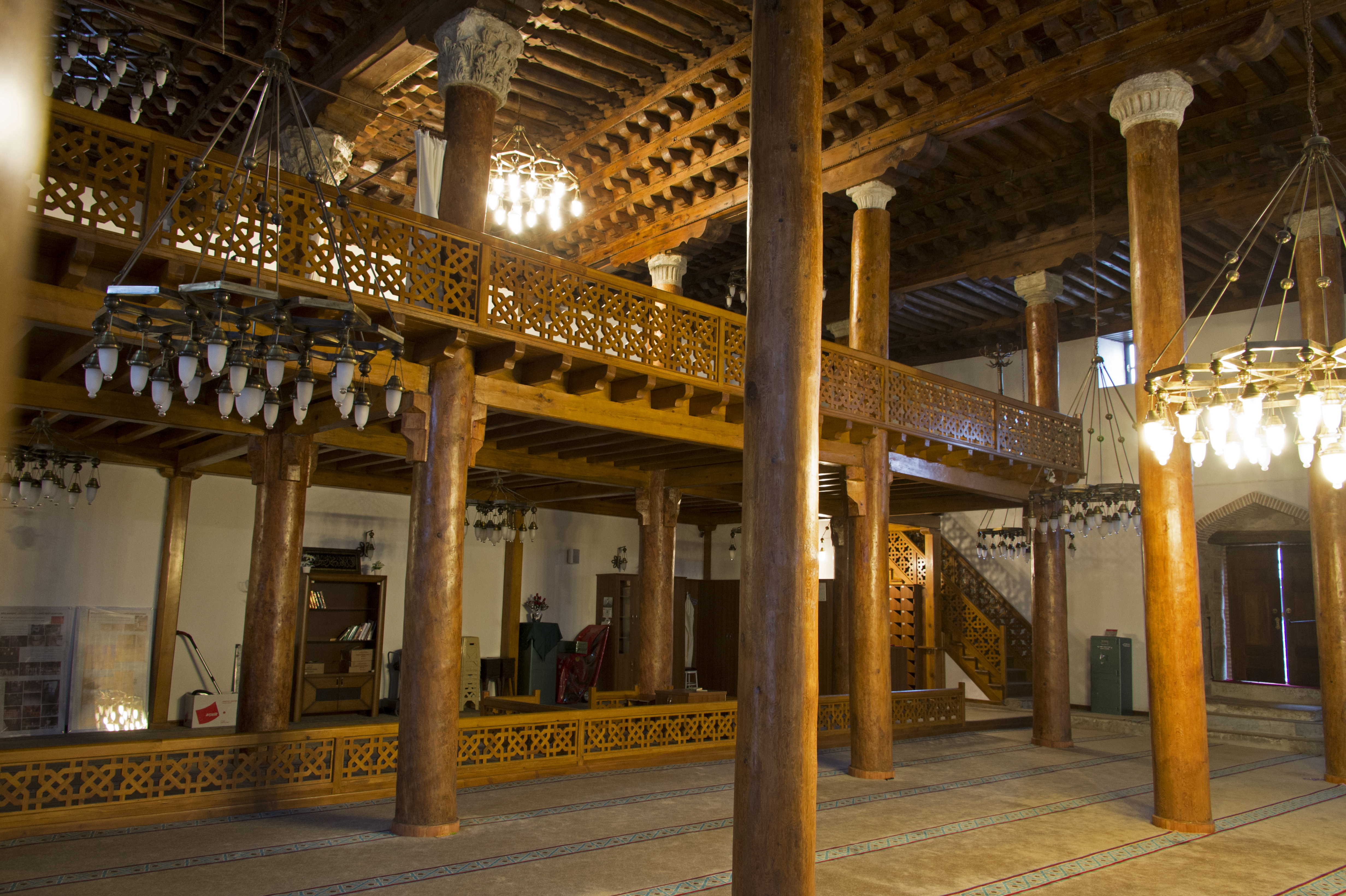
Интерьер мечети
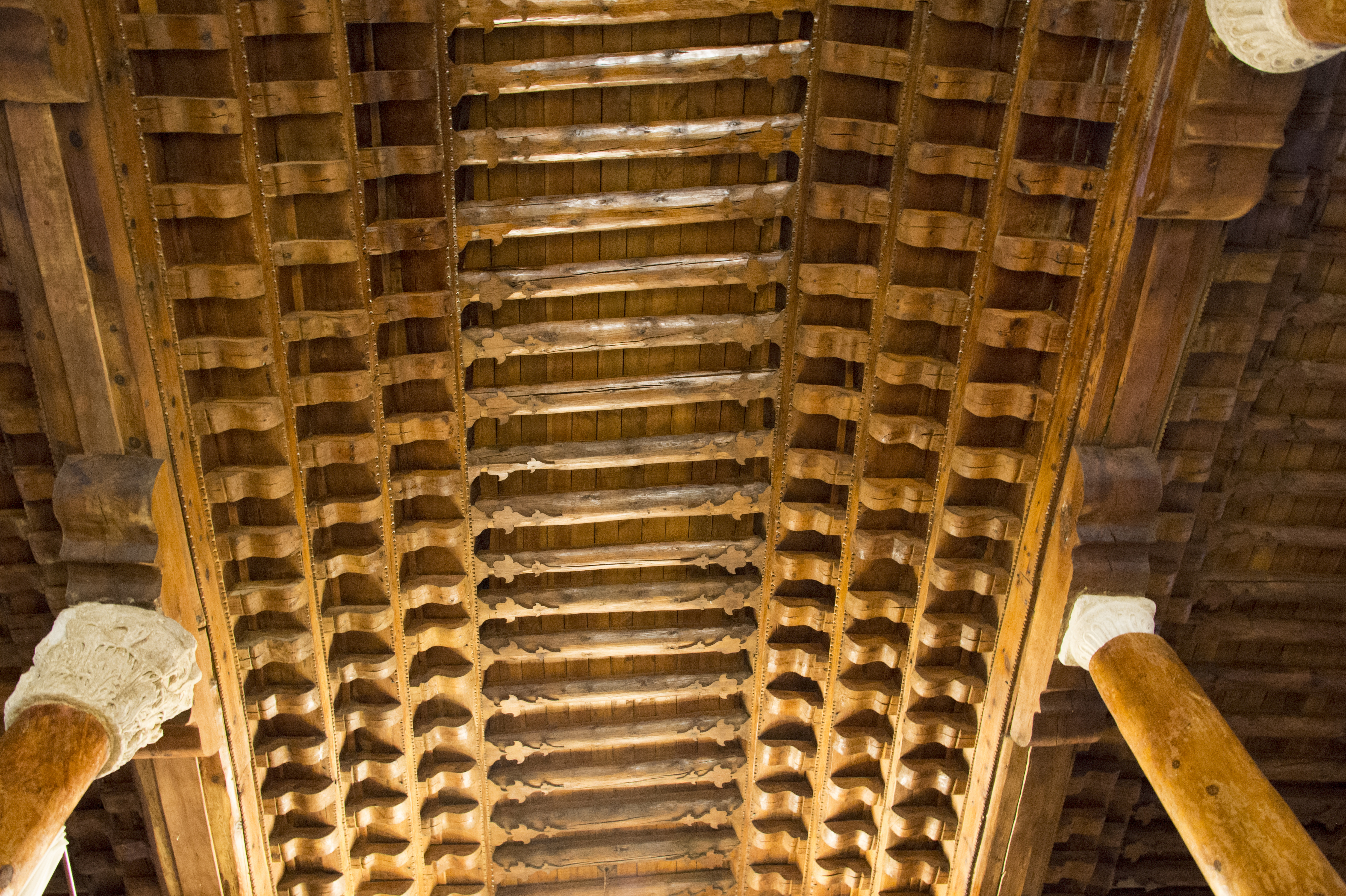
Потолок мечети
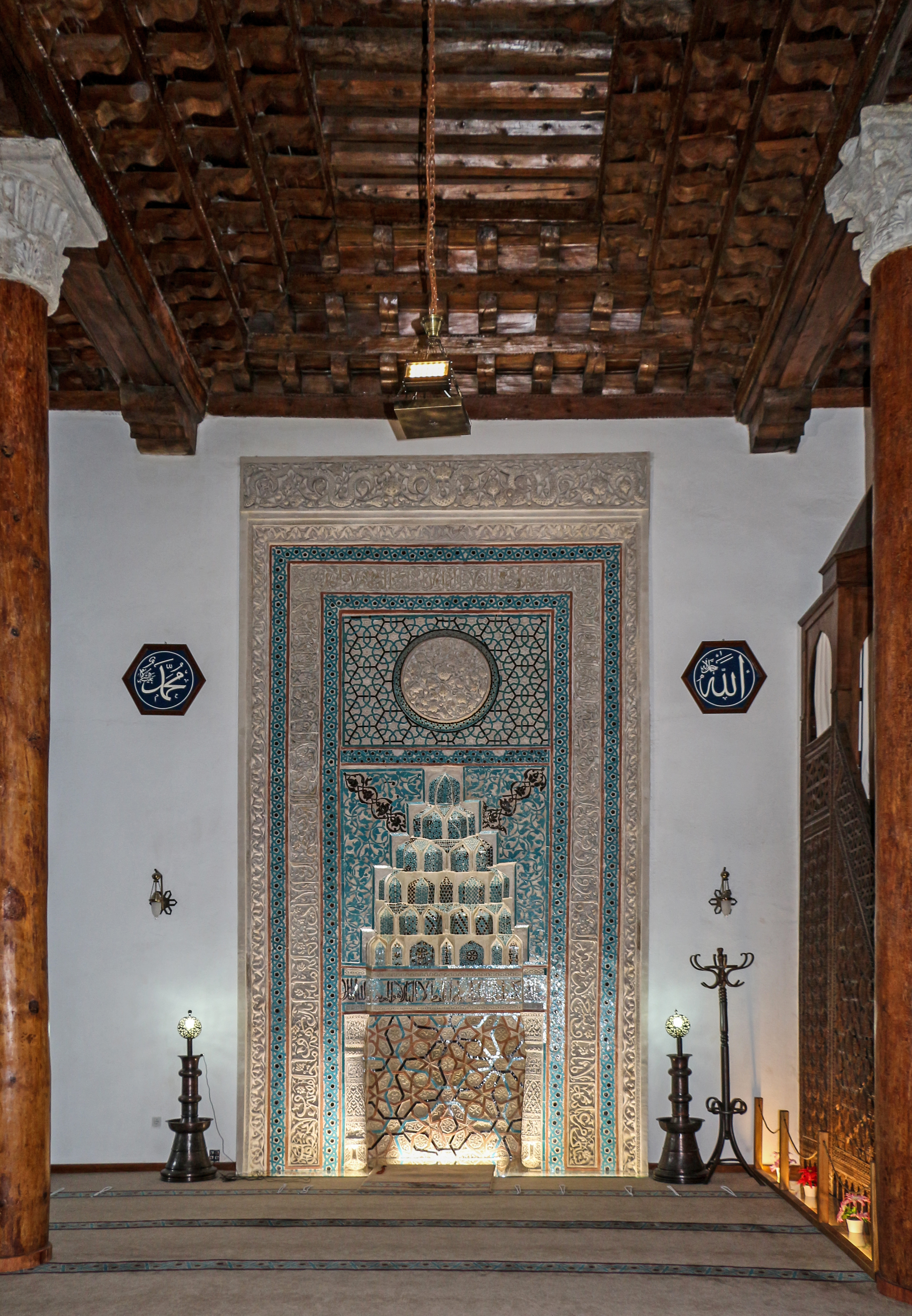
Михраб
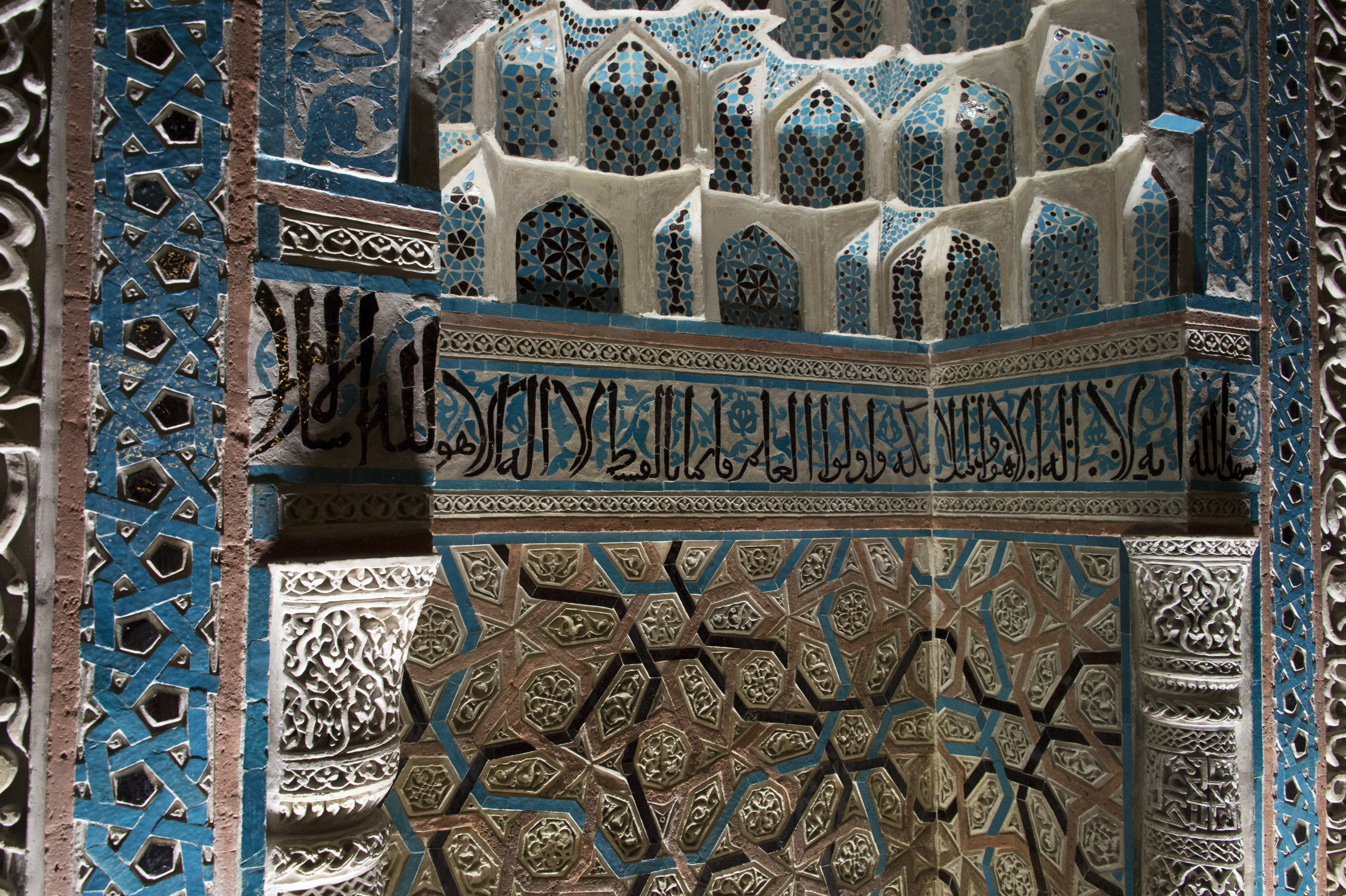
Деталь михраба
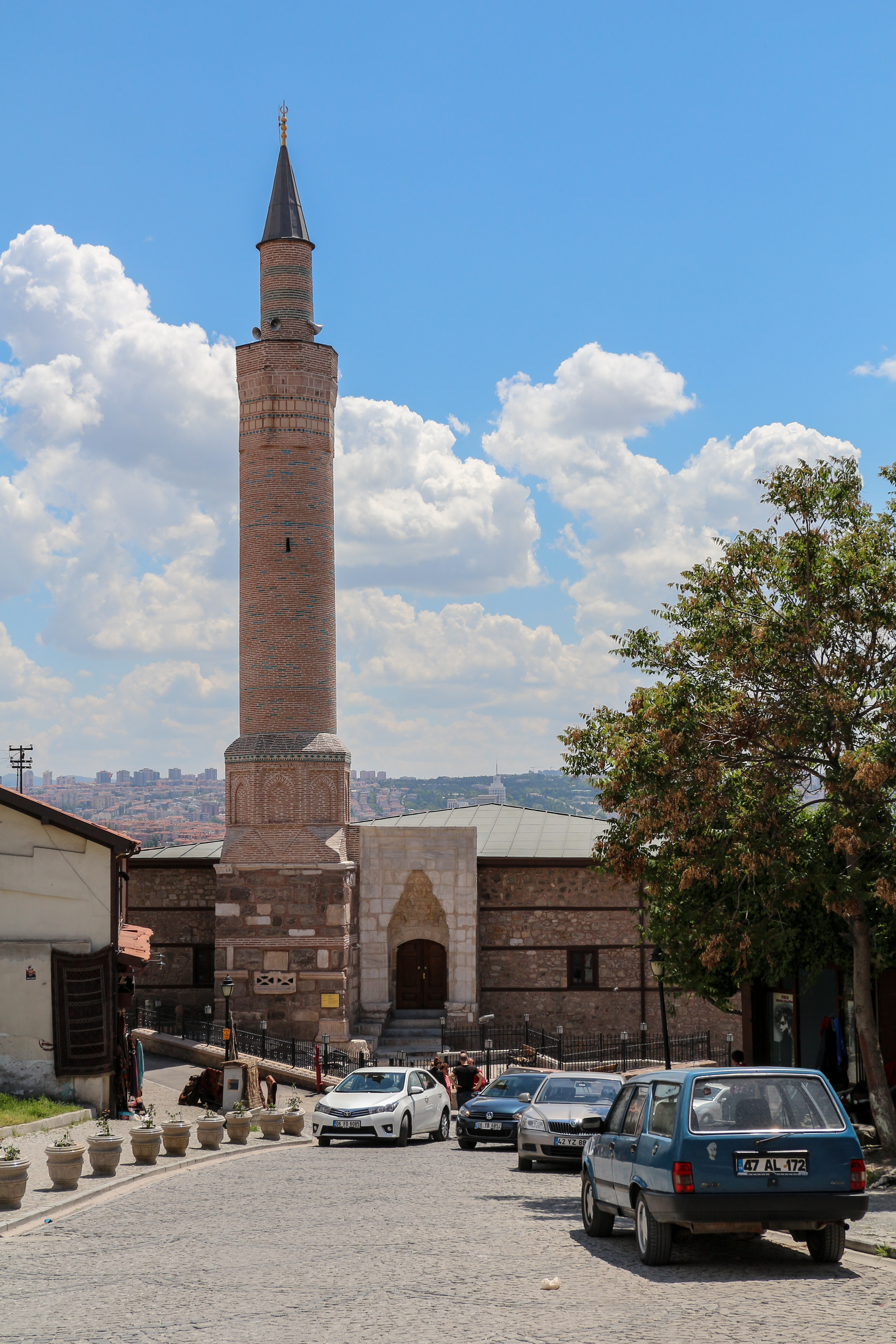
Вид на мечеть